# Free Loop
Free Loop è un singolo del cantante canadese Daniel Powter, pubblicato il 7 novembre 2005 come terzo estratto dal secondo album in studio Daniel Powter.

## Tracce
CD Maxi
1. Free Loop – 3:49
2. Bad Day (Live) – 3:32

## Classifiche
| Classifica (2005-06) | Posizione massima |
| -------------------- | ----------------- |
| Australia            | 43                |
| Austria              | 62                |
| Belgio (Fiandre)     | 61                |
| Belgio (Vallonia)    | 50                |
| Francia              | 52                |
| Germania             | 55                |
| Irlanda              | 20                |
| Nuova Zelanda        | 32                |
| Svizzera             | 38                |